# Countrywide Classic
Countrywide Classic är en tennisturnering för herrar som spelas årligen i  Los Angeles, USA. Turneringen startade 1927 och spelas utomhus på grus. Den ingår i kategorin 250 Series på ATP-touren.
Tävlingen brukar spelas i juli eller augusti (augusti 4-10, 2008), och har sedan 1927 haft många av de manliga (och fram till 1975, kvinnliga) toppspelarna som deltagare.

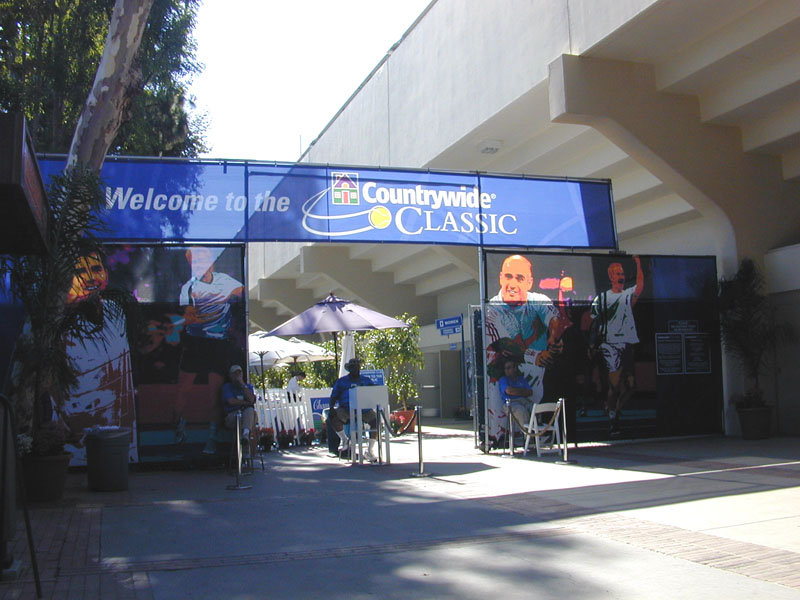
Huvudentrén till Countrywide Classic på UCLA:s L.A. Tennis Center.

Tävlingen spelas under en vecka i Los Angeles Tennis Center på UCLA, där tennisen spelades under Olympiska sommarspelen 1984. Bland tidigare vinnare kan nämnas; Stefan Edberg, Roy Emerson, Arthur Ashe, Billie Jean King, Jimmy Connors, John McEnroe, Pete Sampras, Boris Becker och Andre Agassi.
Tävlingen ingår som en del i U.S. Open Series. Matcherna spelas på Straus Stadium court som tar 6 500 åskådare och på Grandstand court som tar 1 500 åskådare. I samband med tävlingen har man speciella evenemang som; First Republic Bank Kids Day, Fashion Day, Valspar Performance Challenge och Legends Invitational Singles competition 

## Resultat

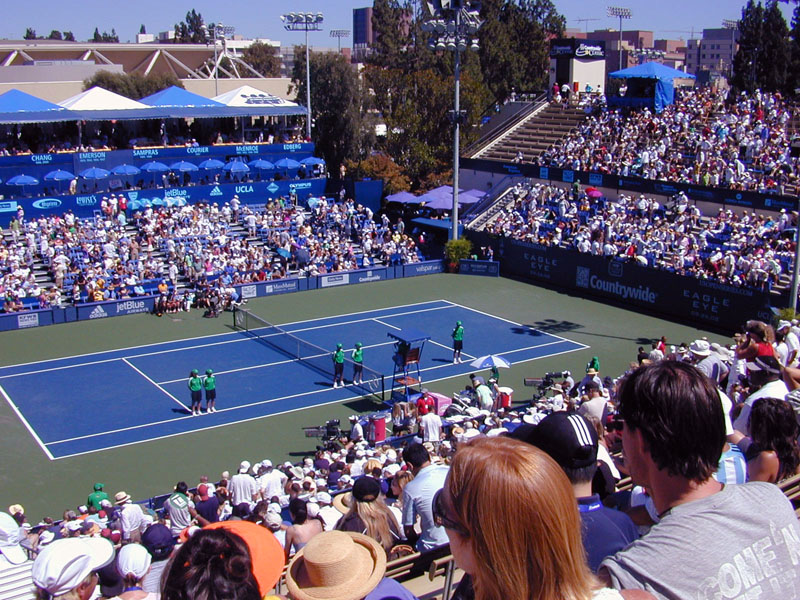
Straus Stadium på L.A. Tennis Center.

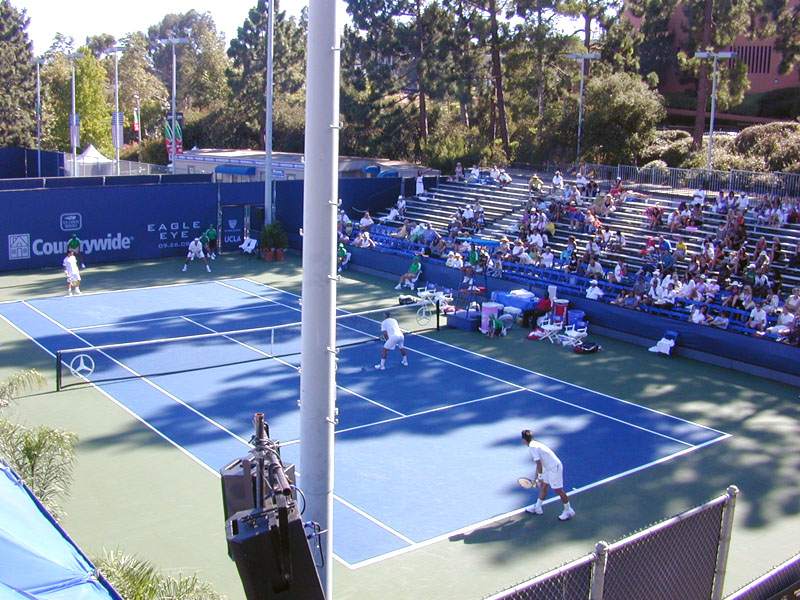
Grandstand court vid Countrywide Classic.

### Singlar
| År                  | Mästare               | Finalist            | Resultat                |
| ------------------- | --------------------- | ------------------- | ----------------------- |
| 1927                | Bill Tilden           |                     |                         |
| 1928                | Henri Cochet          |                     |                         |
| 1929                | John Doeg             |                     |                         |
| 1930                | Ellsworth Vines       |                     |                         |
| 1931                | Ellsworth Vines       |                     |                         |
| 1932                | Fred Perry            |                     |                         |
| 1933                | Fred Perry            |                     |                         |
| 1934                | Fred Perry            |                     |                         |
| 1935                | Don Budge             |                     |                         |
| 1936                | Don Budge             |                     |                         |
| 1937                | Don Budge             |                     |                         |
| 1938                | Adrian Quist          |                     |                         |
| 1939                | John Bromwich         |                     |                         |
| 1940                | Robert Riggs          |                     |                         |
| 1941                | Frank Parker          |                     |                         |
| 1942                | Frank Parker          |                     |                         |
| 1943                | Jack Kramer           |                     |                         |
| 1944                | Frank Parker          |                     |                         |
| 1945                | Frank Parker          |                     |                         |
| 1946                | Jack Kramer           |                     |                         |
| 1947                | Jack Kramer           |                     |                         |
| 1949                | Pancho Gonzalez       |                     |                         |
| 1950                | Frank Sedgman         |                     |                         |
| 1951                | Frank Sedgman         |                     |                         |
| 1952                | Vic Seixas            |                     |                         |
| 1953                | Ken Rosewall          | Vic Seixas          | 6-3, 1-6, 6-3, 1-6, 6-4 |
| 1954                | Vic Seixas            |                     |                         |
| 1955                | Tony Trabert          |                     |                         |
| 1956                | Herbert Flam          |                     |                         |
| 1957                | Vic Seixas            |                     |                         |
| 1958                | Ham Richardson        |                     |                         |
| 1959                | Roy Emerson           |                     |                         |
| 1960                | Barry MacKay          |                     |                         |
| 1961                | Jon Douglas           |                     |                         |
| 1962                | Roy Emerson           |                     |                         |
| 1963                | Arthur Ashe           |                     |                         |
| 1964                | Roy Emerson           |                     |                         |
| 1965                | Dennis Ralston        |                     |                         |
| 1966                | Allen Fox             |                     |                         |
| 1967                | Roy Emerson           |                     |                         |
| 1968                | Rod Laver             | Ken Rosewall        | 4-6, 6-0, 6-0           |
| 1969                | Pancho Gonzalez       | Cliff Richey        | 6-0, 7-5                |
| 1970                | Rod Laver             | John Newcombe       | 4-6, 6-4, 7-6           |
| 1971                | Pancho Gonzalez       | Jimmy Connors       | 3-6, 6-3, 6-3           |
| 1972                | Stan Smith            | Roscoe Tanner       | 6-4, 6-4                |
| 1973                | Jimmy Connors         | Tom Okker           | 7-5, 7-6                |
| 1974                | Jimmy Connors         | Harold Solomon      | 6-3, 6-1                |
| 1975                | Arthur Ashe           | Roscoe Tanner       | 3-6, 7-5, 6-3           |
| 1976                | Brian Gottfried       | Arthur Ashe         | 6-2, 6-2                |
| 1977                | Stan Smith            | Brian Gottfried     | 7-5, 3-6 6-4            |
| 1978                | Arthur Ashe           | Brian Gottfried     | 6-2 6-4                 |
| 1979                | Peter Fleming         | John McEnroe        | 6-4 6-4                 |
| 1980                | Gene Mayer            | Brian Teacher       | 6-3 6-2                 |
| 1981                | John McEnroe          | Sandy Mayer         | 6-7, 6-3, 6-3           |
| 1982                | Jimmy Connors         | Mel Purcell         | 6-2, 6-1                |
| 1983                | Gene Mayer            | Johan Kriek         | 7-6, 6-1                |
| 1984                | Jimmy Connors         | Eliot Teltscher     | 6-4, 4-6, 6-4           |
| 1985                | Paul Annacone         | Stefan Edberg       | 7-6, 6-7, 7-6           |
| 1986                | John McEnroe          | Stefan Edberg       | 6-2, 6-3                |
| 1987                | David Pate            | Stefan Edberg       | 6-4, 6-4                |
| 1988                | Mikael Pernfors       | Andre Agassi        | 6-2, 7-5                |
| 1989                | Aaron Krickstein      | Michael Chang       | 2-6, 6-4, 6-2           |
| 1990                | Stefan Edberg         | Michael Chang       | 7-6, 2-6, 7-6           |
| 1991                | Pete Sampras          | Brad Gilbert        | 6-2, 6-7(5), 6-3        |
| 1992                | Richard Krajicek      | Mark Woodforde      | 6-4, 2-6, 6-4           |
| 1993                | Richard Krajicek      | Michael Chang       | 0-6, 7-6(3), 7-6(5)     |
| 1994                | Boris Becker          | Mark Woodforde      | 6-2, 6-2                |
| 1995                | Michael Stich         | Thomas Enqvist      | 6-7(7), 7-6(4), 6-2     |
| 1996                | Michael Chang         | Richard Krajicek    | 6-4, 6-3                |
| 1997                | Jim Courier           | Thomas Enqvist      | 6-4, 6-4                |
| 1998                | Andre Agassi          | Tim Henman          | 6-4, 6-4                |
| 1999                | Pete Sampras          | Andre Agassi        | 7-6(3), 7-6(1)          |
| 2000                | Michael Chang         | Jan-Michael Gambill | 6-7(2), 6-3, ret        |
| 2001                | Andre Agassi          | Pete Sampras        | 6-4, 6-2                |
| 2002                | Andre Agassi          | Jan-Michael Gambill | 6-2, 6-4                |
| 2003                | Wayne Ferreira        | Lleyton Hewitt      | 6-3, 4-6, 7-5           |
| 2004                | Tommy Haas            | Nicolas Kiefer      | 7-6(6), 6-4             |
| Countrywide Classic |                       |                     |                         |
| 2005                | Andre Agassi          | Gilles Müller       | 6-4, 7-5                |
| 2006                | Tommy Haas            | Dmitrij Tursunov    | 4-6, 7-5, 6-3           |
| 2007                | Radek Štěpánek        | James Blake         | 7-6(7) 5-7 6-2          |
| 2008                | Juan Martin del Potro | Andy Roddick        | 6–1, 7–6(2)             |
| 2009                | Sam Querrey           | Carsten Ball        | 6–4, 3–6, 6-1           |